# Glentoran FC
A Glentoran Football Club egy északír labdarúgócsapat, melyet 1881-ben alapítottak és székhelye Belfastban található. A klub az NIFL Premiershipben szerepel. Legnagyobb riválisa a Linfield.

## Története
Ezt azonban kevés helyen jegyzik, mivel ekkor még nem létezett az UEFA. George Best gyerekkorában gyakran látogatta a klub mérkőzéseit, a játékkal is megpróbálkozott, de az edzők elküldték, mivel túl kicsinek és gyengének tartották.
Az 1964/65-ös szezonban a csapat a Panathinaikósszal került össze a BEK-ben, és komolyan megnehezítette a görög csapat dolgát. Egy 2–2-es döntetlen után a Pana 3–2-es győzelmet aratott, ezzel kiharcolva a továbbjutást. A következő idényben a Glentoran a Vásárvárosok kupájában indulhatott, ahol a Royal Antwerp parancsolt megálljt 4–3-as összesítéssel.
Az európai kupaporondon az évek során olyan ellenfelekkel találkozott, mint a Benfica, a Juventus, a Borussia Mönchengladbach vagy a CSZKA Szofija. Történelme során 23-szor nyerte meg a bajnokságot, legutóbb a 2008/09-es szezonban, így kvalifikálta magát a Bajnokok Ligája selejtezőire.

## Sikerei
- Északír bajnok:
  - 23 alkalommal (1893–94, 1896–97, 1904–05, 1911–12, 1912–13, 1920–21, 1924–25, 1930–31, 1950–51, 1952–53, 1963–64, 1966–67, 1967–68, 1969–70, 1971–72, 1976–77, 1980–81, 1987–88, 1991–92, 1998–99, 2002–03, 2004–05, 2008–09)
- Északírkupa-győztes:
  - 20 alkalommal (1913–14, 1916–17, 1920–21, 1931–32, 1932–33, 1934–35, 1950–51, 1965–66, 1972–73, 1982–83, 1984–85, 1985–86, 1986–87, 1987–88, 1989–90, 1995–96, 1997–98, 1999–00, 2000–01, 2003–04)
- Északír ligakupa-győztes:
  - 6 alkalommal (1988–89, 1990–91, 2000–01, 2002–03, 2004–05, 2006–07)
- County Antrim Shield-győztes:
  - 25 alkalommal (1900–01, 1901–02, 1910–11, 1915–16, 1917–18, 1924–25, 1930–31, 1939–40, 1940–41, 1943–44, 1949–50, 1950–51, 1951–52, 1956–57, 1967–68, 1970–71, 1977–78, 1984–85, 1986–87, 1998–99, 1999–00, 2000–01, 2001–02, 2002–03, 2007–08)
- Ulster Cup-győztes:
  - 9 alkalommal (1950–51, 1952–53, 1966–67, 1976–77, 1981–82, 1982–83, 1983–84, 1988–89, 1989–90)
- Gold Cup-győztes:
  - 15 alkalommal (1916–17, 1941–42, 1950–51, 1959–60, 1961–62, 1965–66, 1976–77, 1977–78, 1982–83, 1986–87, 1991–92, 1994–95, 1998–99, 1999–00, 2000–01)
- City Cup-győztes:
  - 18 alkalommal (1896–97, 1898–99, 1910–11, 1911–12, 1913–14, 1914–15, 1915–16, 1916–17, 1918–19, 1931–32, 1950–51, 1952–53, 1956–57, 1964–65, 1966–67, 1969–70, 1972–73, 1974–75)
- Floodlit Cup-győztes:
  - 2 alkalommal (1987–88, 1989–90)
- Inter-city Cup-győztes:
  - 1 alkalommal (1943–44)
- Blaxnit Cup-győztes:
  - 1 alkalommal (1972–73)

## Jelenlegi keret
| #  |                | Poszt | Név                          |
| -- | -------------- | ----- | ---------------------------- |
| 1  | Észak-Írország | K     | Elliott Morris               |
| 2  | Észak-Írország | V     | Colin Nixon                  |
| 3  | Észak-Írország | KP    | Kyle Neill                   |
| 4  | Észak-Írország | V     | Jason Hill                   |
| 5  | Észak-Írország | V     | Paul Leeman (Csapatkapitány) |
| 6  | Észak-Írország | KP    | Shane McCabe                 |
| 7  | Észak-Írország | V     | Sean Ward                    |
| 8  | Észak-Írország | KP    | Daryl Fordyce                |
| 9  | Észak-Írország | CS    | Michael Halliday             |
| 10 | Észak-Írország | CS    | Gary Hamilton                |
| 11 | Észak-Írország | CS    | Andrew Waterworth            |
| 12 | Észak-Írország | CS    | Matty Burrows                |
| 14 | Írország       | KP    | Dean Fitzgerald              |

| #  |                | Poszt | Név            |
| -- | -------------- | ----- | -------------- |
| 16 | Észak-Írország | KP    | Ryan Berry     |
| 18 | Észak-Írország | K     | James Taylor   |
| 20 | Észak-Írország | CS    | Peter Steele   |
| 21 | Észak-Írország | KP    | BJ McMenamin   |
| 22 | Észak-Írország | KP    | Grant Gardiner |
| 23 | Észak-Írország | V     | Jamie McGovern |
| 24 | Észak-Írország | V     | Craig Harris   |
| -  | Észak-Írország | KP    | Richard Clarke |
| 25 | Észak-Írország | V     | Johnny Taylor  |
| 26 | Észak-Írország | V     | Johnny Black   |
| 37 | Észak-Írország | KP    | David Laverty  |

## Korábbi híres játékosok
- Billy Bingham
- Danny Blanchflower
- Gary Blackledge
- Barney Bowers
- Tommy Briggs
- Tommy Breen
- Jim Cleary
- Liam Coyle
- PPeter Doherty
- Alex Elder
- Stuart Elliott
- Johnny Jameson
- Andy Kennedy
- Andy Kirk
- Glen Little
- Jimmy McAlinden
- Jimmy McIlroy
- Con Martin
- Terry Moore
- Gerry Mullan
- Tommy Lucas
- Arthur Stewart
- Alex Young
- Chris Walker
- Michael McKerr

## Külső hivatkozások
- A Glentoran hivatalos honlapja